# Acidente Ferroviário de Brunheda
O Acidente Ferroviário de Brunheda foi um acidente ocorrido em 22 de agosto de 2008, junto ao Apeadeiro de Brunheda, no concelho da Carrazeda de Ansiães, em Portugal. Uma automotora descarrilou, provocando um morto e 35 feridos.

## Antecedentes
A Linha do Tua é uma ligação ferroviária de via métrica que originalmente ligava Foz Tua, na Linha do Douro, a Bragança. Em 1991, foi encerrado o lanço entre Bragança e Mirandela, tendo ficado apenas a funcionar o troço entre aquela cidade e Foz Tua.
Em 2007–2008 ocorreu uma vaga de acidentes na Linha do Tua: o primeiro acidente, em 12 de Fevereiro de 2007, deu-se um junto ao apeadeiro de Castanheiro, fez 3 mortos e suspendeu a circulação na Linha do Tua até Janeiro do ano seguinte. Em Abril de 2008 deu-se um novo acidente, que causou três feridos, e outro em Junho. Este último não causou vítimas, porque a automotora descarrilou para o lado do talude, e não levou ao encerramento da circulação na linha.

## Acidente
O acidente deu-se quando uma automotora, que transportava 47 passageiros, descarrilou a cerca de um quilómetro de distância do Apeadeiro de Brunheda.

## Resposta e consequências
Na altura, só havia rede de telemóvel nos primeiros 25 Km de via férrea, fora do local onde se deu o acidente, pelo que uma das vítimas teve de subir uma elevação para apanhar rede.
Este acidente fez um morto e 35 feridos, dos quais cinco eram graves. O jornal Público de 24 de Agosto informou que dois dos feridos ainda estavam internados.

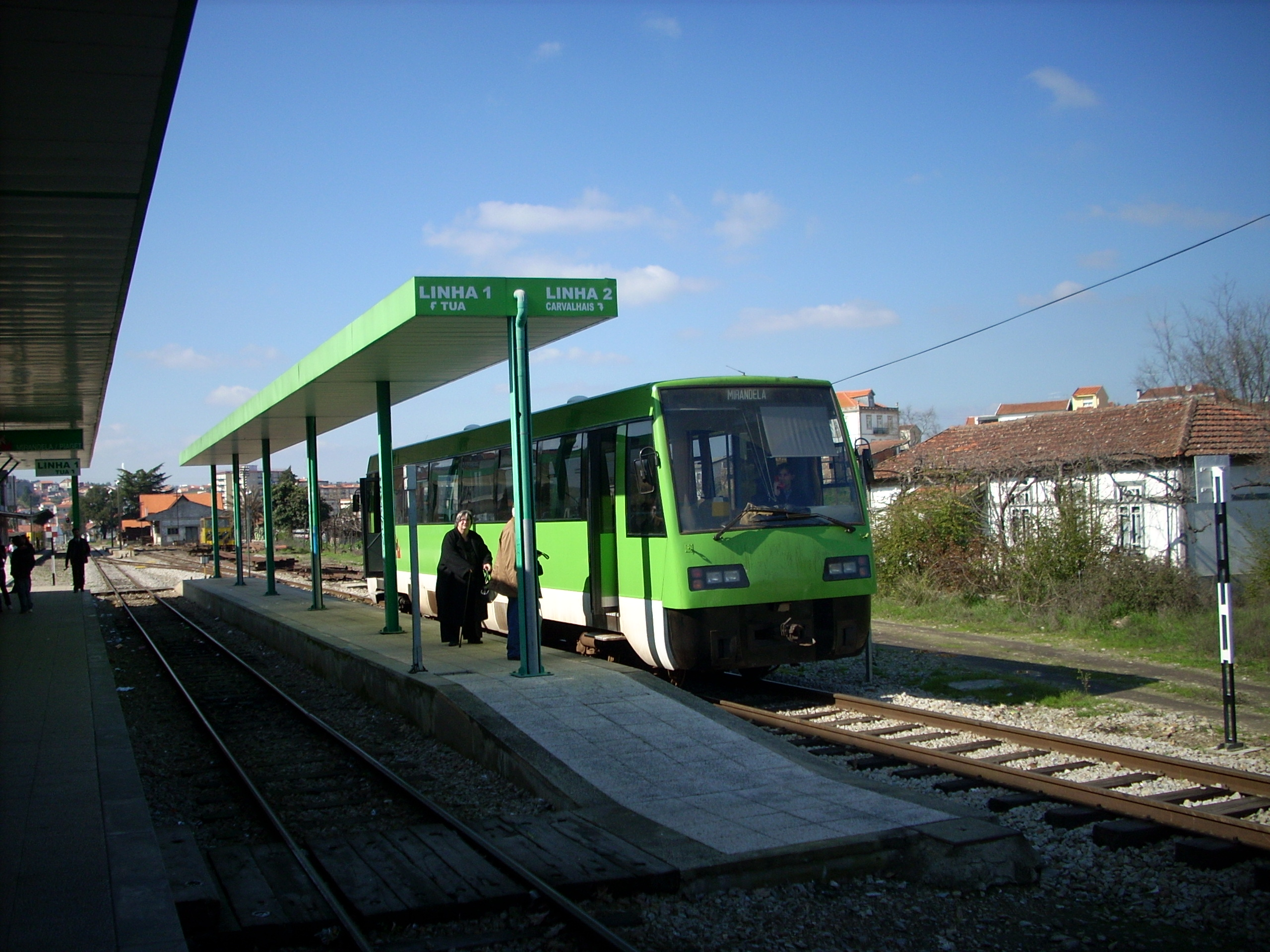
Automotora do mesmo tipo do que a envolvida no acidente, na Estação de Mirandela em 2008.

## Investigação
No dia seguinte ao acidente, foi noticiado que existia um único telemóvel a bordo, o que foi refutado pelo presidente do Metro de Mirandela, José Silvano, que declarou que o rádio do comboio a bordo das automotoras que circulam na Linha do Tua só tinham uma autonomia de cerca de uma hora, e que não existia um equipamento a bordo para recarregar as baterias do rádio. Considerando que as viagens entre Tua e Mirandela duram cerca de 75 a 80 minutos, isso quer dizer que existia um período de 15 a 20 minutos em que o rádio estava fora de serviço. José Silvano minimizou este problema, devido à presença de um sistema de banda larga, que regista a passagem dos comboios nas estações. Ao passar em cada estação, o maquinista acciona um dispositivo que dá indicação na central, e a informação passa de umas estações para outras, de forma a que se conhecessem quaisquer atrasos nos serviços ou acidentes, como aconteceu neste caso. As estações estão situadas a cerca de 4 ou 5 Km de distância entre si.
Em 24 de Agosto, o jornal Público noticiou que a operadora Caminhos de Ferro Portugueses se tinha recusado a prestar declarações, e que tinha já sido aberto um inquérito para investigar as causas do desastre. Entretanto, começaram a surgir várias especulações sobre o acidente, incluindo que tinha sido causado por desgaste nos carris ou por uma explosão. José Silvano explicou que essa especulação se tinha dado devido ao facto dos inquéritos sobre os dois acidentes anteriores nunca terem sido divulgados. Sobre este último, apenas se apurou que o inquérito não tinha encontrado o motivo para o descarrilamento. Em 27 de Agosto, o Público divulgou os resultados do inquérito preliminar, que no entanto não apontava quaisquer causas para o descarrilamento, afirmando que tanto a via férrea como a automotora estavam em condições. Nesse dia, o Ministro das Obras Públicas, Mário Lino, concedeu mais 30 dias à comissão técnica do inquérito, de forma a que apresentasse um relatório final, ordenou à comissão técnica que utilizasse todos os meios e apoios especializados, incluindo a intervenção de um departamento da Faculdade de Engenharia da Universidade do Porto, no sentido de avaliar se a via férrea possuía os padrões de segurança e se o material circulante estava adequado às condições físicas da linha. Determinou igualmente que o Gabinete de Investigação de Segurança do Acidentes Ferroviários deveria recorrer a todos os meios e apoios que fossem indispensáveis para elaborar o inquérito. Em resposta às declarações de Mário Lino, José Silvano voltou a pedir que durante o inquérito se averiguasse sobre os efeitos da abertura de uma vala junto à via férrea para instalar um cabo de fibra óptica, e sugeriu que também fossem avaliado o material circulante, para saber se as automotoras que estavam a ser utilizadas eram adequadas às condições da linha.
Em 28 de Agosto, o jornal Público denunciou que ainda não tinham sido apuradas as causas deste acidente, uma vez que nenhuma das entidades envolvidas tinha encontrado um motivo plausível. A Secretária de Estados dos Transportes, Ana Paula Vitorino, declarou que a circulação na linha só iria ser retomada quando deixassem de existir dúvidas sobre a segurança da via férrea e do material circulante, e que se necessário iriam recorrer aos melhores especialistas na área para fazer a investigação.